# Cranichis muscosa
Cranichis muscosa – gatunek naziemnych roślin zielnych z rodziny storczykowatych (Orchidaceae) o szerokim zasięgu geograficznym, obejmującym obszary od południowej Florydy (Stany Zjednoczone) i Meksyku, przez Amerykę Centralną i Karaiby, północną Amerykę Południową, aż do południowej Brazylii. 
Występuje w wilgotnych lasach górskich, na mokrych, zacienionych zboczach na wysokościach od 200 do 2950 m n.p.m. Kwitnie jesienią, zimą i wczesną wiosną.

## Morfologia
Roślina zielna z tęgim pędem do 30 cm wysokości, zwykle fioletowo nabiegłym. Liście są pojedyncze (do 7). Blaszka jest eliptyczna do eliptyczno-jajowatej. Kwiatostan gęsty, wielokwiatowy. Kwiaty nieodwrócone, z wąskimi, białymi listkami okwiatu. Prętosłup krótki i wyprostowany.

## Systematyka
Gatunek typowy rodzaju Cranichis klasyfikowanego do plemienia Cranichidinae w podrodzinie storczykowych (Orchidoideae), rodzina storczykowate (Orchidaceae).